# Quân khu 10, Quân đội nhân dân Việt Nam
Quân khu 10 (viết tắt là T10) được Trung ương Cục chỉ đạo thành lập năm 1962, để mở rộng hành lang chiến lược nối từ Nam Tây Nguyên đến miền Đông Nam Bộ, khai thông đường Trường Sơn từ Tây Nguyên vào đến Nam Bộ và Khu 6, bao gồm địa bàn các tỉnh Lâm Đồng, Quảng Đức, Phước Long, Bình Long. Trong hai năm 1962-1963, quân và dân Quân khu 10 đã vượt qua nhiều khó khăn, tích cực đấu tranh phá ấp chiến lược của địch, xây dựng căn cứ địa; đồng thời, thực hiện tốt nhiệm vụ xây dựng và bảo vệ hành lang chiến lược từ Nam Tây Nguyên đến miền Đông Nam Bộ. Cuối năm 1963, để phù hợp với tình hình, triển khai Nghị quyết của Trung ương và chỉ đạo của Trung ương Cục miền Nam, Bộ Chỉ huy Miền quyết định điều chỉnh chiến trường, giải thể Quân khu 10.
Đầu năm 1965, để tạo địa bàn hành lang vận chuyển người và phương tiện chiến tranh vào chiến trường B2, Trung ương Cục miền Nam chỉ đạo tổ chức lại chiến trường Nam Tây Nguyên – Đông Nam Bộ. Quân khu 10 được tái lập, địa bàn gồm ba tỉnh Bình Long, Phước Long, Quảng Đức. Kế thừa thành tựu đạt được trong lần đầu thành lập, quân và dân Quân khu 10 đã tích cực xây dựng lực lượng kháng chiến, đẩy mạnh tiến công địch; đồng thời nỗ lực củng cố vùng căn cứ địa rừng núi và hành lang vận tải chiến lược Bắc Nam đoạn từ Nam Tây Nguyên đến miền Đông Nam Bộ. Tháng 5-1971, Quân khu 10 hoàn thành nhiệm vụ và giải thể lần thứ hai.